# Albert Rüdinger
Fritz Albert Christian Rüdinger, född 20 april 1838 i Köpenhamn, död där 7 april 1925, var en dansk cellist. 
Rüdinger  erhöll tidigt musikundervisning av sin far, en känd musiklärare (en invandrad tysk), fick senare Ferdinand Rauch som lärare i cello och var även orkestermusiker i Hans Christian Lumbyes orkester. År 1864 anställdes han i Det Kongelige Kapel, reste 1866 till Dresden för att studera under Friedrich Grützmacher och avancerade 1877 till solocellist i Det Kongelige Kapel. År 1898 tog han avsked. 
Rüdinger hade särskild betydelse som lärare, dels privat, dels vid Det Kongelige Danske Musikkonservatorium; nästan alla mer framträdande danska cellister under 1900-talets första decennier var hans elever. Som pedagogiska hjälpmedel utgav han ett häfte tekniska studier och Jacques Féréol Mazas violinetyder i transkription för cello. Han ägnade sig med framgång även åt målerikonsten (landskaps- och djurmålningar) och höll ofta utställningar på Charlottenborg.

## Utmärkelser
- Riddare av Dannebrogorden,  1897[5]

[Redigera Wikidata]